# Gran Parma Rugby 2008-2009

## Super 10 2008-09

### Stagione regolare
| Incontro                   | Andata | Ritorno |
| -------------------------- | ------ | ------- |
| Gran Parma — Benetton      | 3-20   | 12-31   |
| Rugby Roma — Gran Parma    | 34-12  | 25-19   |
| Gran Parma — Rovigo        | 20-16  | 10-30   |
| Calvisano — Gran Parma     | 42-0   | 16-18   |
| Petrarca — Gran Parma      | 28-16  | 27-18   |
| Gran Parma — Veneziamestre | 26-15  | 14-18   |
| Capitolina — Gran Parma    | 13-16  | 6-5     |
| Gran Parma — Parma         | 13-18  | 19-25   |
| Viadana — Gran Parma       | 52-14  | 43-18   |

#### Risultati della stagione regolare
| Posizione | G  | V | N | P  | PF  | PS  | DP   | B | Pt |
| --------- | -- | - | - | -- | --- | --- | ---- | - | -- |
| 10ª       | 18 | 4 | 0 | 14 | 253 | 461 | -208 | 6 | 22 |

## Coppa Italia 2008-09

### Prima fase
| Incontro                   | Risultato |
| -------------------------- | --------- |
| Benetton — Gran Parma      | 20-7      |
| Gran Parma — Petrarca      | 15-36     |
| Gran Parma — Rugby Roma    | 19-16     |
| Veneziamestre — Gran Parma | 51-17     |

#### Risultati della prima fase
| Posizione | G | V | N | P | PF | PS  | DP  | B | Pt |
| --------- | - | - | - | - | -- | --- | --- | - | -- |
| 5ª        | 4 | 1 | 0 | 3 | 58 | 123 | -65 | 0 | 4  |